# 1-テトラデカノール
1-テトラデカノール(1-Tetradecanol)またはミリスチルアルコールは、C14H30Oという分子式を持つ直鎖の飽和脂肪族アルコールである。白色結晶性の固体で、水にはほぼ溶けず、ジエチルエーテルに可溶で、エタノールにも若干溶ける。
1-テトラデカノールは、ミリスチン酸やある種の脂肪酸エステルを水素化アルミニウムリチウムやナトリウムにより還元することで生成される。
その他の脂肪酸アルコールと同様に、1-テトラデカノールはその保水性から、コールドクリーム等の化粧品の成分として用いられる。また、硝酸アルコール等の合成の中間体としても用いられる。